# روابط ایران و ویتنام
روابط ایران و ویتنام به روابط دو جانبه بین ایران و ویتنام اشاره دارد که به‌طور رسمی در سال ۱۹۷۳ برقرار شد. ایران در هانوی سفارت دارد. ویتنام نیز در تهران سفارت دارد.

## تاریخ

### روابط قرون وسطایی
بازرگانان ایرانی در قرن ۱۵ تجارت خود را در ویتنام مستقر کرده بودند و در آن زمان روابط اقتصادی زیادی برقرار بود.
الکساندر دو رودس ، که الفبای ویتنامی لاتین مدرن را طراحی کرد، در اصفهان درگذشت و در گورستان ارامنه اصفهان به خاک سپرده شد. از زمان مرگ وی، قبر وی زیارت بسیاری از ویتنامی‌ها بود که وی را پدر بنیانگذار الفبای ویتنامی مدرن و محافظ میراث ویتنامی می‌دانستند. بعداً قبر وی به چهار زبان فرانسوی، ویتنامی، انگلیسی و فارسی به عنوان تقدیم برپا شد.

### قبل از ۱۹۷۵ و انقلاب اسلامی
روابط ایران و ویتنام به دلیل جنگ ویتنام به صورت حمایت ایران ازویتنام جنوبی در جنگ بین دو کشور وجود داشت و ایران در سال ۱۳۵۴ سطح روابط خود را با ویتنام جنوبی با گشایش سفارت ارتقاء بخشید.
همچنین در جریان جنگ بین ویتنام جنوبی و ویتنام شمالی رژیم شاهنشاهی با کنترل و اعمال سانسور از تأکید بر اخبار جنگ در مطبوعات جلوگیری می‌کرد. در دوران ریاست جمهوری لیندون بی. جانسون نیز ایران در چند مذاکره بین آمریکا و ویتنام شمالی برای برقراری صلح اقدام کرد که نتیجه ای نداشت. واسطه ابتدایی این مذاکرات فریدون هویدا و سپس سفارت ایران در مسکو بود.
ایران در اواخر جنگ ویتنام جنوبی و ویتنام شمالی با اعزام خلبانان و هواپیماهای خود از ویتنام جنوبی حمایت می‌کرده است. در همین راستا ۳۴ فروند هواپیمای F-5 A از سوی ایران به ویتنام تحویل داده شد.
اسدالله علم در خاطرات خود نیز به مشارکت رژیم پهلوی در جنگ ویتنام اشاره کرده و در خاطرات مورخ در ۵ آبان ۱۳۵۱ اعلام می‌کند که سفیر آمریکا پیام نیکسون را از طریق تماس تلفنی به شاه اعلام کرده و از ایران می‌خواست هواپیماهای اف۵ خود را راهی ویتنام کند که با موافقت شاه مواجه شد. ایران همچنین محل سوختگیری جنگنده‌های اعزامی به ویتنام بود. «به خواهش ما، ایران در کمیسیون چهار دولت در ویتنام شرکت کرد و به متفق ما (ویتنام جنوبی) تجهیزات نظامی تحویل داد.»

## روابط سیاسی
ویتنام یکی از کشورهای جهان است که حمایت مستقیمی از انقلاب ایران نشان می‌دهد.
سه رئیس‌جمهور ایران، حسن روحانی در سال ۲۰۱۶، محمود احمدی‌نژاد در سال ۲۰۱۲ و اکبر هاشمی رفسنجانی در سال ۱۹۹۵ از ویتنام دیدار کرده‌اند.
در سفر روحانی، دو ملت متعهد شدند که تجارت آینده را به ۲ میلیارد دلار افزایش دهند.
در اردیبهشت ۱۴۰۲ تفاهم نامه توسعه روابط با ویتنام امضا شد. مسعود پزشکیان در شهریور ۱۴۰۳ در پیامی فرارسیدن روز ملی جمهوری سوسیالیستی ویتنام را به این کشور تبریک گفت.

## همکاری دفاعی
ایران در نمایشگاه بین‌المللی دفاعی ویتنام ۲۰۲۴ حضور داشت و به نمایش دستاوردهای دفاعی پرداخت.